# Circuito de Silverstone
O Circuito de Silverstone é uma pista de corrida de automóveis localizada na região das East Midlands, Inglaterra. O terreno do circuito está situado entre duas pequenas vilas: Silverstone, que lhe dá o nome, e Whittlebury. 
Na atualidade, abriga anualmente o Grande Prêmio da Grã-Bretanha de Fórmula 1 e de MotoGp.

## Antecedentes

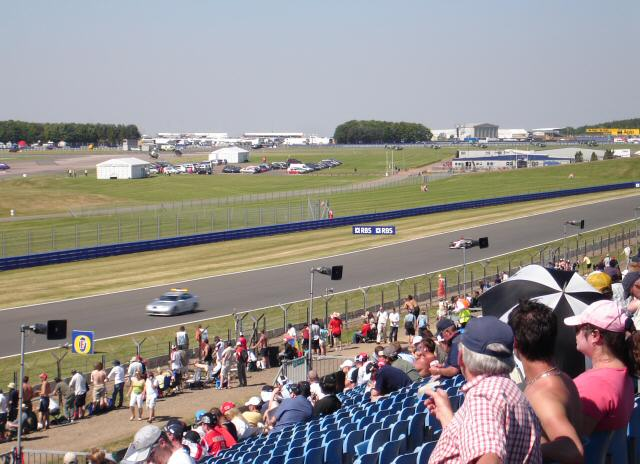
Reta do Hangar.

Anos antes de Silverstone receber a primeira de imensas competições das mais variadas modalidades existentes que recebeu até aos dias de hoje, o local era uma pista de aterragem e decolagem da Royal Air Force (a Força Aérea Britânica) durante a Segunda Guerra Mundial.
Nessa altura já se disputavam corridas em vários outros locais, por exemplo, em Spa-Francorchamps e Indianapolis. Foi então que, em 1948, o circuito foi inaugurado, aproveitando grande parte da pista de aterragem.
No ano seguinte, houve novamente corrida, mas com um traçado bastante modificado.
Entretanto, estaria para se organizar, em 1950, o primeiro campeonato mundial de Fórmula 1 oficial que foi inaugurado neste mesmo circuito.

## História
Silverstone foi um circuito constante em toda a história da Fórmula 1, ainda é utilizado nos nossos dias e prevê-se que seja utilizado por muitos mais.
Foi corrido muito regularmente, não tendo estado presente no calendário por 17 ocasiões apenas, nas quais alternou com outros circuitos britânicos como  Aintree, inicialmente até 1962, e Brands Hatch, mais tarde, até 1986, pois o segundo e Silverstone eram ambos muito bons para abrigar Grandes Prêmios.
Em 1983, surgiu o Grande Prêmio da Europa, com a intenção de solucionar esta situação de alternância. Assim, em 1983 e 1985, Brands Hatch e Silvertone estiveram no calendário, o primeiro como Grande Prêmio da Europa, o segundo como Grande Prêmio britânico.
A partir de 1987, Silvertone passou a abrigar o Grande Prêmio todos os anos, até porque Brands Hatch deixou de ter as condições desejáveis para receber a Fórmula 1, enquanto Silverstone conseguiu ir evoluindo à medida que a Fórmula 1 assim o exigia.
Atualmente, Silvertone é a sede do automobilismo britânico, recebendo, todos os anos, dezenas de competições das mais variadas modalidades.

## Pista
Silverstone sempre foi uma das pistas preferidas dos pilotos porque a maioria deles passou pelas categorias inferiores na Inglaterra e aprendeu a guiar lá. E lá estão, também, as sedes de várias escuderias.
O circuito vem sofrendo mudanças ao longo dos anos porque sempre foi muito veloz, assustadoramente veloz até. Mesmo depois de muitas mudanças, Silverstone continua sendo um dos traçados mais rápidos do calendário e onde os pilotos são submetidos às maiores força-G da Fórmula 1. Mas é um circuito seguro e moderno, apesar da idade.

## Configurações antigas do circuito
Ao longo deste tempo todo, Silvertone foi tendo muitas mudanças, por vezes bastante significativas, outras vezes mais simples, no entanto, sempre vitais para manter a presença da Fórmula 1.

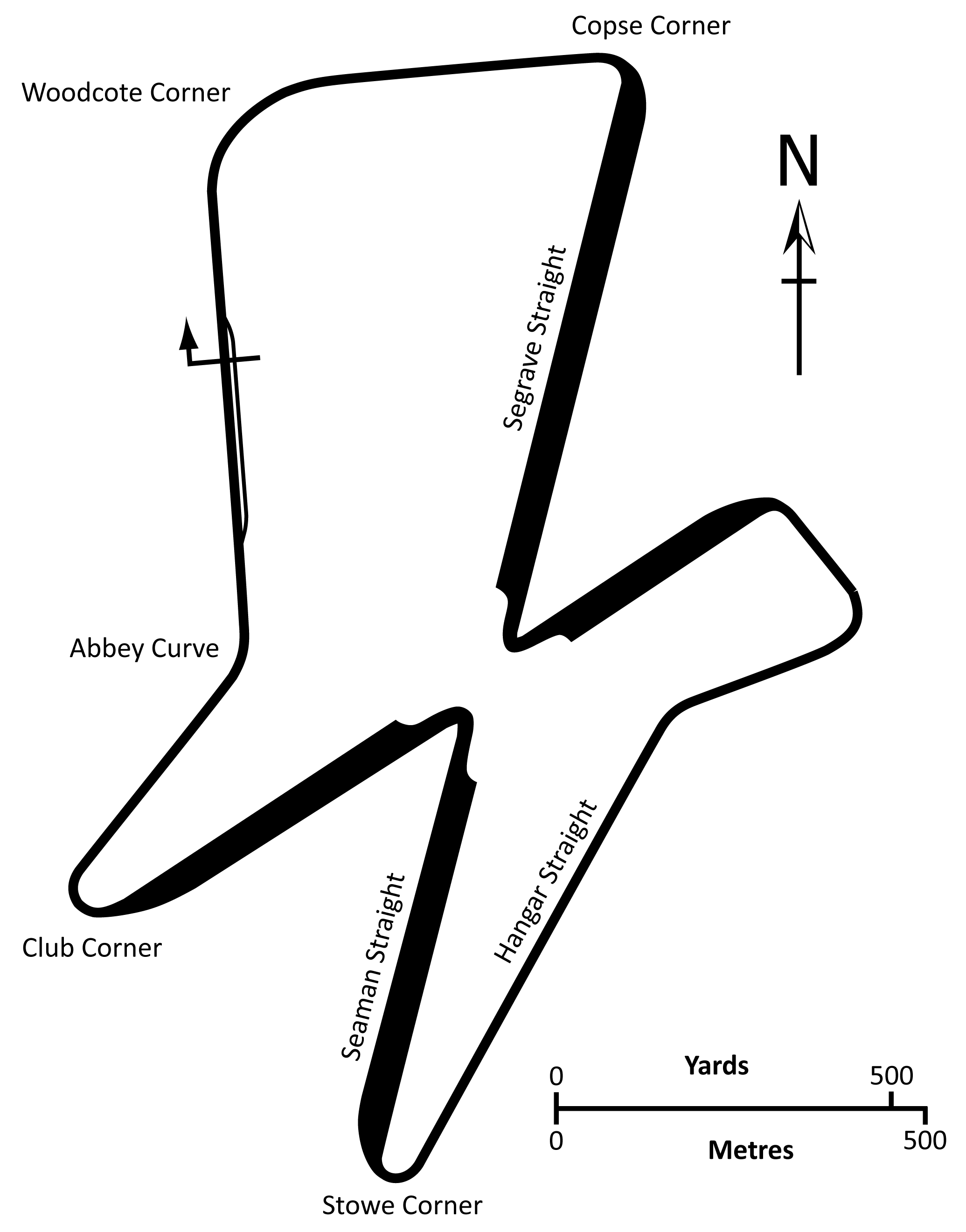
1948 - Versão original do circuito
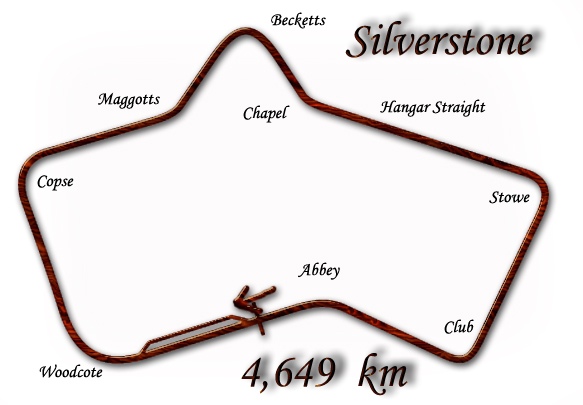
1949 até 1951 - Versão que abrigou o primeiro GP de F1.
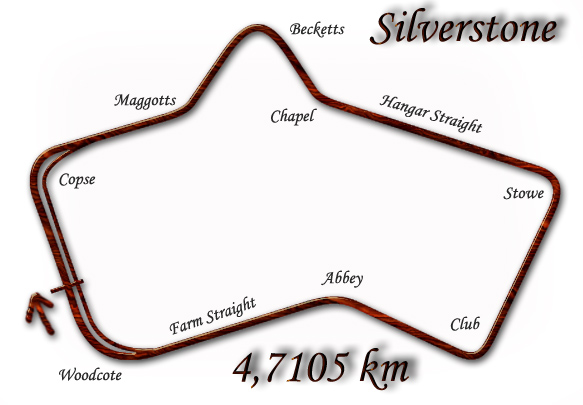
1952 até 1974 - Mudança da reta da meta o do pit lane.
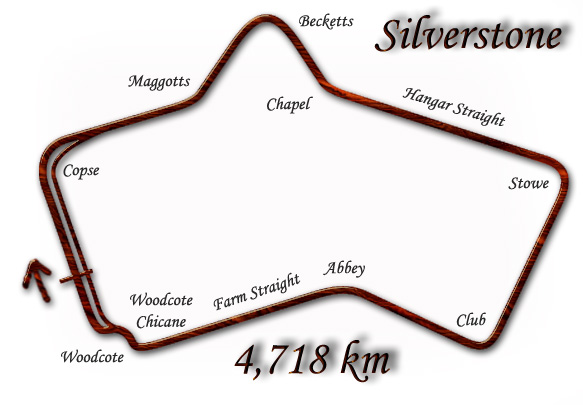
1975 até 1986 - Aparecimento da Chicane Woodcote.
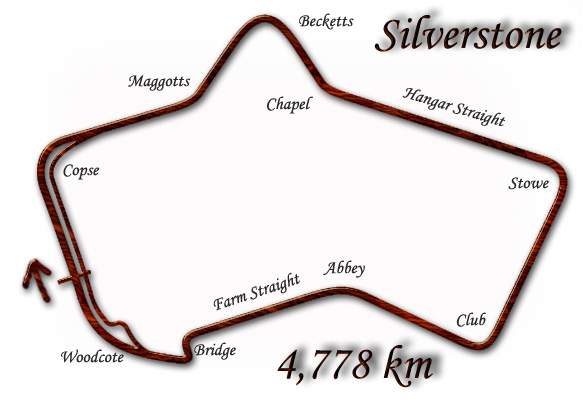
1987 até 1990 - Aparecimento da Bridge.
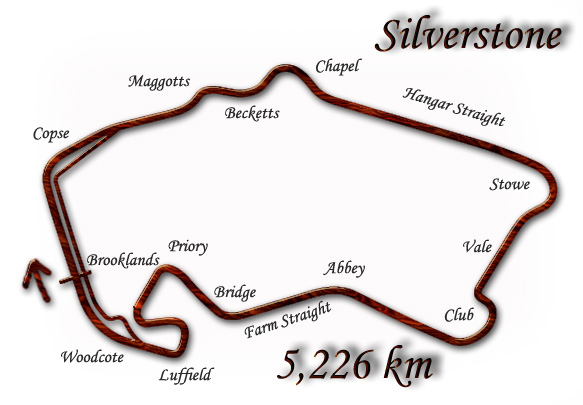
1991 até 1993 - Grandes remodelações feitas, surgindo os novos complexos Becketts, Vale, Priory e Luffield.
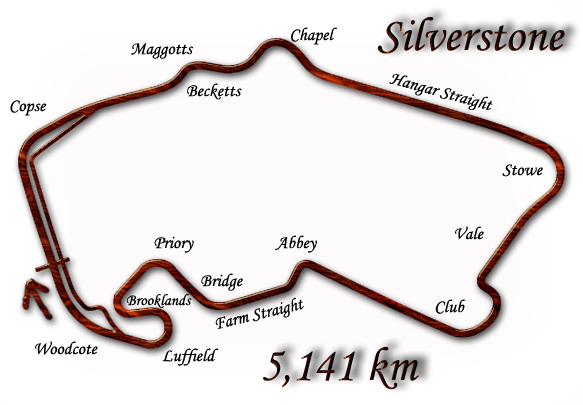
1994 até 2009 - Adição da chicane Abbey.

## Configurações atuais do circuito
À semelhança de muitos circuitos, Silverstone permite que sejam utilizadas variadas configurações, sendo possível optar por traçados diferentes dos que a Fórmula 1 utiliza.

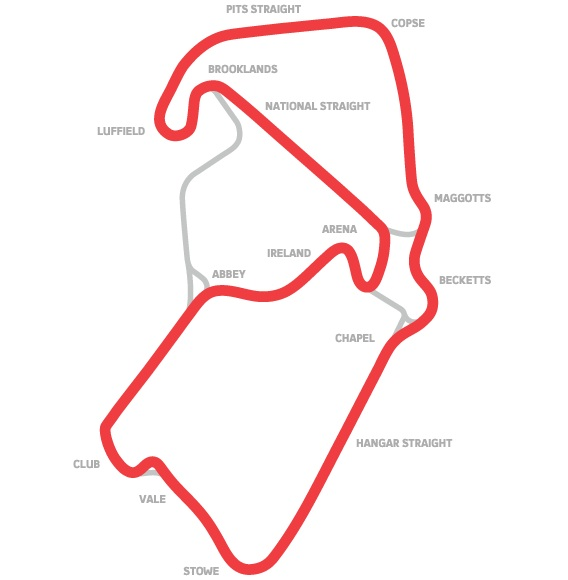
Grand Prix Circuit: Comprimento: 5,891 km.
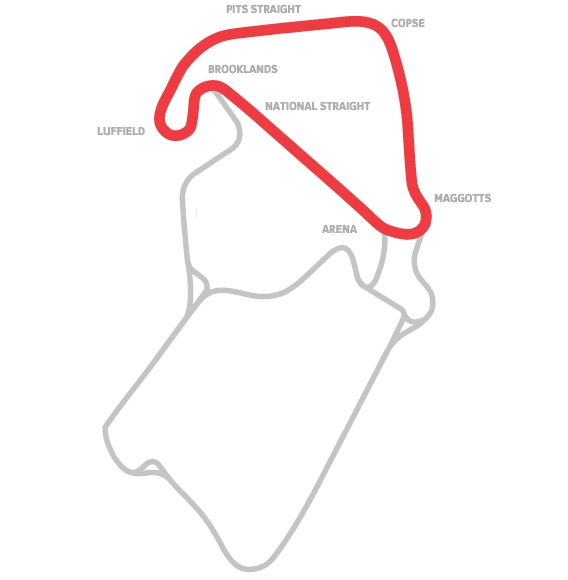
National Circuit: Comprimento: 2,638 km.
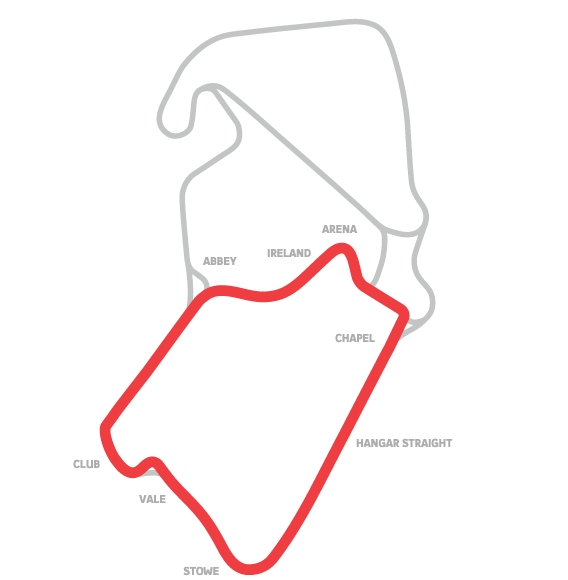
International Circuit: Comprimento: 3,169 km.
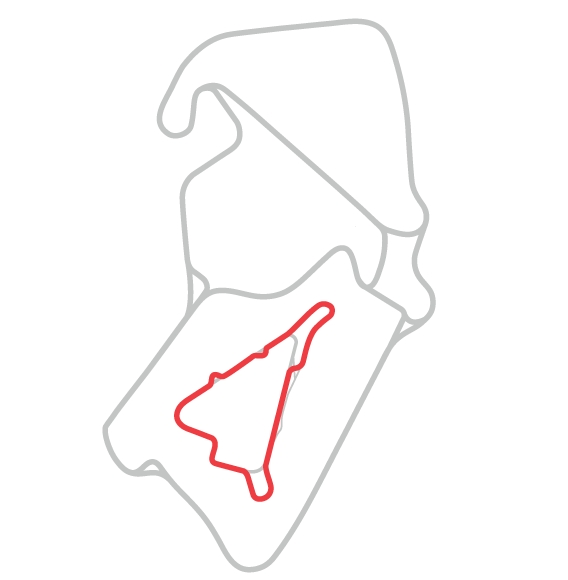
Stowe Circuit: Comprimento: 1,738 km.

## Última evolução e contrato
O atual contrato dos organizadores do Grande Prémio em Silverstone com a FOM tem validade até 2027, o que garante que o circuito só voltará a estar em risco nessa altura, assim como esteve em 2009.
Durante o ano de 2009, o calendário provisório da Fórmula 1 apontava Donington Park como a nova sede do Grande Prémio da Grã-Bretanha. Silverstone necessitava de grande reformas para atender às exigências da FIA, por isso, Donington abrigaria a Fórmula 1 pelo menos nesse ano. No entanto, Donington Park também precisaria de reformas de altos custos. A empresa responsável pelo circuito de East Midlands não conseguiu angariar fundos para as alterações na estrutura, colocado o Grande Prémio da Grã-Bretanha em risco.
Por fim, a British Racing Driver’s Club conseguiu fechar um contrato, mas teriam que haver as tais grandes remodelações que se esperavam. Essas tais remodelações consistiram em aumentar a extensão do circuito, o que foi feito entre as curvas Abbey e Brooklands, criando-se as curvas Ireland e Arena e utilizando a National Straight, reta já existente utilizada pelo National Layout. O que ocorreu logo em 2010. A reta da meta foi mudada para a reta localizada entre Club e Abbey, tendo sido construído um novo edifício de boxes consoante o exigido pela FIA.

## Vencedores
O fundo azul claro indica que foi denominado Grande Prêmio do 70.º Aniversário 
O fundo branco indica que foi denominado Grande Prêmio da Grã-Bretanha
O fundo rosa indica que a prova não fez parte do Campeonato Mundial de Fórmula 1.
| Ano               | Piloto                  | Equipe              | Detalhes |
| ----------------- | ----------------------- | ------------------- | -------- |
| 2025              | Lando Norris            | McLaren-Mercedes    | Detalhes |
| 2024              | Lewis Hamilton          | Mercedes            | Detalhes |
| 2023              | Max Verstappen          | Red Bull-Honda RBPT | Detalhes |
| 2022              | Carlos Sainz Jr.        | Ferrari             | Detalhes |
| 2021              | Lewis Hamilton          | Mercedes            | Detalhes |
| 2020              | Max Verstappen          | Red Bull-Honda      | Detalhes |
| 2020              | Lewis Hamilton          | Mercedes            | Detalhes |
| 2019              | Lewis Hamilton          | Mercedes            | Detalhes |
| 2018              | Sebastian Vettel        | Ferrari             | Detalhes |
| 2017              | Lewis Hamilton          | Mercedes            | Detalhes |
| 2016              | Lewis Hamilton          | Mercedes            | Detalhes |
| 2015              | Lewis Hamilton          | Mercedes            | Detalhes |
| 2014              | Lewis Hamilton          | Mercedes            | Detalhes |
| 2013              | Nico Rosberg            | Mercedes            | Detalhes |
| 2012              | Mark Webber             | Red Bull-Renault    | Detalhes |
| 2011              | Fernando Alonso         | Ferrari             | Detalhes |
| 2010              | Mark Webber             | Red Bull-Renault    | Detalhes |
| 2009              | Sebastian Vettel        | Red Bull-Renault    | Detalhes |
| 2008              | Lewis Hamilton          | McLaren-Mercedes    | Detalhes |
| 2007              | Kimi Räikkönen          | Ferrari             | Detalhes |
| 2006              | Fernando Alonso         | Renault             | Detalhes |
| 2005              | Juan Pablo Montoya      | McLaren-Mercedes    | Detalhes |
| 2004              | Michael Schumacher      | Ferrari             | Detalhes |
| 2003              | Rubens Barrichello      | Ferrari             | Detalhes |
| 2002              | Michael Schumacher      | Ferrari             | Detalhes |
| 2001              | Mika Häkkinen           | McLaren-Mercedes    | Detalhes |
| 2000              | David Coulthard         | McLaren-Mercedes    | Detalhes |
| 1999              | David Coulthard         | McLaren-Mercedes    | Detalhes |
| 1998              | Michael Schumacher      | Ferrari             | Detalhes |
| 1997              | Jacques Villeneuve      | Williams-Renault    | Detalhes |
| 1996              | Jacques Villeneuve      | Williams-Renault    | Detalhes |
| 1995              | Johnny Herbert          | Benetton-Renault    | Detalhes |
| 1994              | Damon Hill              | Williams-Renault    | Detalhes |
| 1993              | Alain Prost             | Williams-Renault    | Detalhes |
| 1992              | Nigel Mansell           | Williams-Renault    | Detalhes |
| 1991              | Nigel Mansell           | Williams-Renault    | Detalhes |
| 1990              | Alain Prost             | Ferrari             | Detalhes |
| 1989              | Alain Prost             | McLaren-Honda       | Detalhes |
| 1988              | Ayrton Senna            | McLaren-Honda       | Detalhes |
| 1987              | Nigel Mansell           | Williams-Honda      | Detalhes |
| Não houve em 1986 |                         |                     |          |
| 1985              | Alain Prost             | McLaren-TAG/Porsche | Detalhes |
| Não houve em 1984 |                         |                     |          |
| 1983              | Alain Prost             | Renault             | Detalhes |
| Não houve em 1982 |                         |                     |          |
| 1981              | John Watson             | McLaren-Ford        | Detalhes |
| Não houve em 1980 |                         |                     |          |
| 1979              | Clay Regazzoni          | Williams-Ford       | Detalhes |
| 1978              | Keke Rosberg            | Ralt-Ford           | Detalhes |
| 1977              | James Hunt              | McLaren-Ford        | Detalhes |
| 1976              | James Hunt              | McLaren-Ford        | Detalhes |
| 1975              | Emerson Fittipaldi      | McLaren-Ford        | Detalhes |
| 1975              | Niki Lauda              | Ferrari             | Detalhes |
| 1974              | James Hunt              | Hesketh-Ford        | Detalhes |
| 1973              | Peter Revson            | McLaren-Ford        | Detalhes |
| 1973              | Jackie Stewart          | Tyrrell-Ford        | Detalhes |
| 1972              | Emerson Fittipaldi      | Lotus-Ford          | Detalhes |
| 1971              | Jackie Stewart          | Tyrrell-Ford        | Detalhes |
| 1971              | Graham Hill             | Brabham-Ford        | Detalhes |
| 1970              | Chris Amon              | March-Ford          | Detalhes |
| 1969              | Jackie Stewart          | Matra-Ford          | Detalhes |
| 1969              | Jack Brabham            | Brabham-Repco       | Detalhes |
| 1968              | Denny Hulme             | McLaren-Ford        | Detalhes |
| 1967              | Jim Clark               | Lotus-Ford          | Detalhes |
| 1967              | Mike Parkes             | Ferrari             | Detalhes |
| 1966              | Jack Brabham            | Brabham-Repco       | Detalhes |
| 1965              | Jim Clark               | Lotus-Climax        | Detalhes |
| 1965              | Jackie Stewart          | BRM                 | Detalhes |
| 1964              | Jack Brabham            | Brabham-Climax      | Detalhes |
| 1963              | Jim Clark               | Lotus-Climax        | Detalhes |
| 1963              | Jim Clark               | Lotus-Climax        | Detalhes |
| 1962              | Graham Hill             | BRM                 | Detalhes |
| Não houve em 1961 |                         |                     |          |
| 1960              | Jack Brabham            | Cooper-Climax       | Detalhes |
| 1960              | Innes Ireland           | Lotus-Climax        | Detalhes |
| 1959              | Jack Brabham            | Cooper-Climax       | Detalhes |
| 1958              | Peter Collins           | Ferrari             | Detalhes |
| 1958              | Peter Collins           | Ferrari             | Detalhes |
| 1957              | Jean Behra              | BRM                 | Detalhes |
| 1957              | Tony Marsh              | Cooper-Climax       | Detalhes |
| 1956              | Juan-Manuel Fangio      | Ferrari             | Detalhes |
| 1956              | Roy Salvadori           | Cooper-Climax       | Detalhes |
| 1956              | Stirling Moss           | Vanwall             | Detalhes |
| 1955              | Peter Collins           | Maserati            | Detalhes |
| 1954              | José Froilán González   | Ferrari             | Detalhes |
| 1954              | José Froilán González   | Ferrari             | Detalhes |
| 1953              | Alberto Ascari          | Ferrari             | Detalhes |
| 1953              | Tony Crook              | Cooper-Alta         | Detalhes |
| 1953              | Mike Hawthorn           | Ferrari             | Detalhes |
| 1952              | Alberto Ascari          | Ferrari             | Detalhes |
| 1952              | Lance Macklin           | HWM-Alta            | Detalhes |
| 1951              | José Froilán González   | Ferrari             | Detalhes |
| 1951              | Reg Parnell             | Ferrari             | Detalhes |
| 1950              | Giuseppe Farina         | Alfa Romeo          | Detalhes |
| 1950              | Giuseppe Farina         | Alfa Romeo          | Detalhes |
| 1949              | Alberto Ascari          | Ferrari             | Detalhes |
| 1949              | Emmanuel de Graffenried | Maserati            | Detalhes |
| 1948              | Luigi Villoresi         | Maserati            | Detalhes |

### Por pilotos, equipes e países que mais venceram1
|          |                       |                                                      |
| Vitórias | Pilotos               | Edições                                              |
| 9        | Lewis Hamilton        | 2008, 2014, 2015, 2016, 2017, 2019, 2020, 2021, 2024 |
| 5        | Alain Prost           | 1983, 1985, 1989, 1990, 1993                         |
| 3        | Jim Clark             | 1963, 1965, 1967                                     |
| 3        | Nigel Mansell         | 1987, 1991, 1992                                     |
| 3        | Michael Schumacher    | 1998, 2002, 2004                                     |
| 2        | José Froilán González | 1951, 1954                                           |
| 2        | Alberto Ascari        | 1952, 1953                                           |
| 2        | Jackie Stewart        | 1969, 1971                                           |
| 2        | Jacques Villeneuve    | 1996, 1997                                           |
| 2        | David Coulthard       | 1999, 2000                                           |
| 2        | Fernando Alonso       | 2006, 2011                                           |
| 2        | Mark Webber           | 2010, 2012                                           |
| 2        | Sebastian Vettel      | 2009, 2018                                           |
| 1        | Giuseppe Farina       | 1950                                                 |
| 1        | Juan Manuel Fangio    | 1956                                                 |
| 1        | Peter Collins         | 1958                                                 |
| 1        | Jack Brabham          | 1960                                                 |
| 1        | Wolfgang Von Trips    | 1961                                                 |
| 1        | Peter Revson          | 1973                                                 |
| 1        | Emerson Fittipaldi    | 1975                                                 |
| 1        | James Hunt            | 1977                                                 |
| 1        | Clay Regazzoni        | 1979                                                 |
| 1        | John Watson           | 1981                                                 |
| 1        | Ayrton Senna          | 1988                                                 |
| 1        | Damon Hill            | 1994                                                 |
| 1        | Johnny Herbert        | 1995                                                 |
| 1        | Mika Hakkinen         | 2001                                                 |
| 1        | Rubens Barrichello    | 2003                                                 |
| 1        | Juan Pablo Montoya    | 2005                                                 |
| 1        | Nico Rosberg          | 2013                                                 |
| 1        | Carlos Sainz Jr.      | 2022                                                 |
| 1        | Max Verstappen        | 2023                                                 |
| 1        | Lando Norris          | 2025                                                 |

|          |            |                                                                                          |
| Vitórias | Construtor | Edições                                                                                  |
| 15       | Ferrari    | 1951, 1952, 1953, 1954, 1956, 1958, 1990, 1998, 2002, 2003, 2004, 2007, 2011, 2018, 2022 |
| 13       | McLaren    | 1973, 1975, 1977, 1981, 1985, 1988, 1989, 1999, 2000, 2001, 2005, 2008, 2025             |
| 9        | Mercedes   | 2013, 2014, 2015, 2016, 2017, 2019, 2020¹, 2021, 2024                                    |
| 8        | Williams   | 1979, 1987, 1991, 1992, 1993, 1994, 1996, 1997                                           |
| 4        | Red Bull   | 2009, 2010, 2012, 2023                                                                   |
| 3        | Lotus      | 1963, 1965, 1967                                                                         |
| 2        | Renault    | 1983, 2006                                                                               |
| 1        | Alfa Romeo | 1950                                                                                     |
| 1        | Cooper     | 1960                                                                                     |
| 1        | Matra      | 1969                                                                                     |
| 1        | Tyrrell    | 1971                                                                                     |
| 1        | Benetton   | 1995                                                                                     |

|          |                | |
| Vitórias | País           | Edições |
| 25       | Reino Unido    | 1958, 1963, 1965, 1967, 1969, 1971, 1977, 1981, 1987, 1991, 1992, 1994, 1995, 1999, 2000, 2008, 2014, 2015, 2016, 2017, 2019, 2020, 2021, 2024, 2025 |
| 6        | Alemanha       | 1998, 2002, 2004, 2009, 2013, 2018 |
| 5        | França         | 1983, 1985, 1989, 1990, 1993 |
| 3        | Itália         | 1950, 1952, 1953 |
| 3        | Argentina      | 1951, 1954, 1956 |
| 3        | Brasil         | 1975, 1988, 2003 |
| 3        | Austrália      | 1960, 2010, 2012 |
| 3        | Espanha        | 2006, 2011, 2022 |
| 2        | Canadá         | 1996, 1997 |
| 2        | Finlândia      | 2001, 2007 |
| 1        | Estados Unidos | 1973 |
| 1        | Suíça          | 1979 |
| 1        | Colômbia       | 2005 |
| 1        | Países Baixos  | 2023 |

↑1  (Última atualização: GP da Grã-Bretanha de 2025)

Contabilizados somente os resultados válidos pelo mundial de F1

## Recorde em Silverstone
|                       | Piloto        | Chassi/Motor            | Tempo        | Extensão  | Ano  |
| --------------------- | ------------- | ----------------------- | ------------ | --------- | ---- |
| Pole Position         | Keke Rosberg  | Williams-Honda V6 Turbo | 1min 05s 591 | 4,719 km1 | 1985 |
| Melhor Volta na Prova | Nigel Mansell | Williams-Honda V6 Turbo | 1min 09s 832 | 4,780 km1 | 1987 |

↑1  Traçado antigo